# Unité urbaine de Carignan
L'unité urbaine de Carignan est une unité urbaine française centrée sur la commune de Carignan, au cœur de la douzième agglomération urbaine du département des Ardennes, située dans la région Grand Est.

## Données générales
En 2010, selon l'Insee, l'unité urbaine était composée de trois communes.
En 2020, à la suite d'un nouveau zonage, elle est composée des trois mêmes communes.
En 2022, avec 4 067 habitants, elle représente la 12e unité urbaine du département des Ardennes.

## Composition de l'unité urbaine en 2020
Elle est composée des trois communes suivantes :
| Nom                     | Code Insee | Département | Statut       | Superficie (km2) | Population (dernière pop. légale) | Densité (hab./km2) | Modifier                                    |
| ----------------------- | ---------- | ----------- | ------------ | ---------------- | --------------------------------- | ------------------ | ------------------------------------------- |
| Carignan (ville-centre) | 08090      | Ardennes    | ville-centre | 14,01            | 2 745 (2022)                      | 196                | modifier les données · modifier les données |
| Blagny                  | 08067      | Ardennes    | banlieue     | 7,42             | 1 093 (2022)                      | 147                | modifier les données · modifier les données |
| Osnes                   | 08336      | Ardennes    | banlieue     | 5,89             | 229 (2022)                        | 39                 | modifier les données · modifier les données |

## Évolution démographique
| 1968  | 1975  | 1982  | 1990  | 1999  | 2008  | 2013  | 2019  |
| ----- | ----- | ----- | ----- | ----- | ----- | ----- | ----- |
| 5 762 | 5 892 | 5 380 | 5 015 | 4 738 | 4 596 | 4 408 | 4 230 |

#### Données générales
- Unité urbaine
- Aire d'attraction d'une ville
- Aire urbaine (France)
- Liste des unités urbaines de France

#### Données démographiques en rapport avec l'unité urbaine de Carignan
- Aire d'attraction de Carignan
- Arrondissement de Sedan

#### Données démographiques en rapport avec les Ardennes
- Démographie du département des Ardennes
- Liste des unités urbaines du département des Ardennes